# Stará turecká pošta (Skopje)
Stará turecká pošta (makedonsky Стара турска пошта) je původní administrativní budova a kulturní památka ve Skopje, hlavním městě Severní Makedonie.
Nachází se nedaleko centra města, poblíž pevnosti Kale. Další významné objekty, které jsou v její blízkosti, jsou hostinec „Ukumat“ a Mustafa-pašova mešita. Budova staré pošty byla vybudována na konci 19. století, což dokládá kamenný nápis nad vstupními dveřmi. V době jejího vzniku se jednalo se o první tureckou telegrafní stanici ve městě. Nejprve bylo vystavěno přízemí a první patro domu a později bylo dobudováno i druhé patro. V roce 1963 byl během zemětřesení objekt poškozen a druhé patro bylo během rekonstrukčních prací odstraněno.